# كلوستريديزم أمازوني
كلوستريديزم أمازونيز أو كلوستريديزم أمازوني هي بكتيريا موجبة غرام لاهوائية عصوية الشكل مكونة للأبواغ من جنس كلوستريديوم عزلت من براز بشري في نيفو إيدين في البيرو.